# 日本海石油
日本海石油株式会社（にほんかいせきゆ、英文社名 Nihonkai Oil Co., Ltd.）は、富山県富山市に本社を置き、同市にあるオイルターミナル、富山油槽所（旧富山製油所）を運営・管理する企業である。ENEOS（旧日本石油）の完全子会社で、ENEOSグループに属する。石油精製事業からは、2009年3月末をもって撤退した。

## 沿革
- 1967年（昭和42年）7月19日 - 北陸電力・日本石油（現在のENEOS）・日産化学工業・日本カーバイド工業・日本ゼオンの共同出資で会社設立。出資比率は北陸電力が40%、他4社が各15%。
- 1969年（昭和44年）10月1日 - 富山製油所操業開始。
- 1970年（昭和45年）11月 - 日本石油が北陸電力から株式の一部を取得、出資比率が50%に。日本カーバイド工業保有の全株式を富山共同火力発電が取得。
- 1971年（昭和46年）8月4日 - 日本石油の出資比率が66%となり、日石グループの一員となる。他社の出資比率は北陸電力19%、富山共同火力9%、日産化学工業6%。
- 1996年（平成8年）3月 - ISO9001取得。
- 1996年（平成8年）8月 - ISO14001取得。
- 2004年（平成16年）4月 - 出資企業の富山共同火力発電が北陸電力に吸収合併。新日本石油以外の出資比率は北陸電力28%、日産化学工業6%。
- 2009年（平成21年）3月 - 新日本石油が北陸電力と日産化学工業から全株式を取得、完全子会社化。

## 富山油槽所
所在地は本社と同じ富山市。神通川が日本海に注ぐ河口付近にあり、東側には北陸電力富山火力発電所がある。
各地のENEOSグループ製油所から供給された製品は、北陸地方を中心にタンクローリー・タンカー・パイプラインで発送される。富山製油所時代には、各種燃料油（ガソリン・ナフサ・灯油・軽油・A重油・C重油）やLPガス、硫黄を敷地内で生産していた。

### データ
- 所在地 - 富山市四方北窪字前島平均500
- 敷地面積 - 57万m2[1]
- 従業員数 - 約30人（2009年4月1日現在）
- 取扱数量 - 年間約150万キロリットル（2009年度）
- 取扱油種 - 原油、燃料油（ガソリン・灯油・軽油・ナフサ・C重油）等

### 主要設備
富山製油所時代のもの。括弧内は1日当りの処理能力（2007年4月1日現在）。
- 原油処理能力　60,000バレル
- 常圧蒸留装置 （60,000バレル）
- 減圧蒸留装置 （11,000バレル）
- 接触改質装置  （7,000バレル）
- ナフサ脱硫装置 （12,000バレル）
- 灯油水素化精製装置 （26,500バレル）

### 油槽所（製油所）の沿革
- 1969年（昭和44年）10月1日 - 富山製油所操業開始。原油処理能力は30,000バレル/日。
- 1973年（昭和48年）7月4日 - 原油処理能力を60,000バレル/日に増強。
- 1983年（昭和58年）9月 - 原油処理能力を46,000バレル/日に削減。
- 2009年（平成21年）3月 - 石油精製装置を全面停止し、オイルターミナル化。富山製油所から富山油槽所に改称。

## 関連企業
- 日海石商事株式会社 - 石油製品の販売斡旋など
- 北海商事株式会社 - 港湾作業、曳船業、海上運送業など